# Josef Meyer (Politiker, 1883)
Josef Meyer (* 5. Januar 1883 in Hauenstein (Pfalz); † September 1945 in Toszek, Polen) war ein deutscher Eisenbahner und Kommunalpolitiker der NSDAP. Er war von 1934 bis 1945 Oberbürgermeister der Stadt Gleiwitz.

## Leben und Wirken
Er stammte aus der Pfalz und war Eisenbahner von Beruf. Er nahm am Ersten Weltkrieg teil. Zum 11. November 1925 trat er der NSDAP bei (Mitgliedsnummer 23.519). Noch vor der Machtergreifung der Nationalsozialisten 1933 wurde er zum Bürgermeister von Gleiwitz gewählt. Am 20. Februar 1934 erfolgte seine Ernennung zum Oberbürgermeister von Gleiwitz. Er hielt zahlreiche städtische Investitionen für seine größte Errungenschaft in Gleiwitz, darunter den Bau des Radiosenders und des Gleiwitzer Kanals. Letzterer wurde am 8. Dezember 1939 feierlich durch Rudolf Heß als „Adolf-Hitler-Kanal“ eingeweiht.
Während seiner Amtszeit wurde die jüdische Bevölkerung des Ortes massiv unterdrückt und umgebracht. Bei den Novemberpogromen 1938 wurde die Synagoge zerstört. Außerdem entstanden zwischen März und Juli 1944 in Gleiwitz vier Nebenlager des KZ Auschwitz I. Im März 1944 Gleiwitz I, im Mai Gleiwitz II, im Juni Gleiwitz IV und im Juli Gleiwitz III.
Meyer saß u. a. im Aufsichtsrat der Verkehrsbetriebe Oberschlesien AG und war Vorsitzender des Vorstandes der Stadtsparkasse Gleiwitz. Nach dem Einmarsch der Roten Armee in Gleiwitz im Januar 1945 hielt sich Meyer versteckt. Er wurde verraten und verlor sein Leben im NKWD-Lager in Toszek.

## Publikation
- Gleiwitz als Verkehrs- und Industriestadt. Oberschlesien, 1935, S. 85.